# Očakov (1971)
Očakov byl raketový křižník sovětského námořnictva, druhá postavená jednotka projektu 1134B (v kódu NATO třída Kara). V operační službě byl v letech 1973–1991. Po rozpadu Sovětského svazu se stal součástí ruského námořnictva. V letech 1991–2014 čekal částečně odstrojený na generální opravu a modernizaci. Nakonec byl křižník v březnu 2014 použit za krymské krize k zablokování části ukrajinského námořnictva v zálivu Donuzlav.

## Stavba
Křižník byl postaven v letech 1969–1973 loděnicí v Nikolajevu.

## Operační služba
Do operační služby vstoupil Očakov roku 1973 u Černomořského loďstva. Roku 1991 byl křižník zakotven v Sevastopolu, kde čekal na generální opravu. Ta byla neustále odkládána z důvodu nedostatku financí. Později byl křižník částečně odstrojen a měl projít modernizací. Nakonec však byl roku 2011 vyřazen. Dne 6. března 2014 byl trup křižníku použit k zablokování ukrajinských válečných lodí v zálivu Donuzlav. Křižník byl potopen na mělké vodě a částečně se převrátil.